# 国际电工委员会
国际电工委员会（英語：International Electrotechnical Commission，縮寫：IEC，或譯「國際電工協會」）是世界上最早的國際標準化組織，於1906年成立，主要是负责有关电气工程和电子工程领域中的国际标准化工作。
IEC 標準涵蓋所有電技術，包括能源生產和分配、電子、磁學和電磁學、電聲學、多媒體、電信和醫療技術，以及相關的一般學科，如術語和符號、電磁相容性、測量和性能、可靠性、設計和開發、安全和環境。

## 歷史
国际电工委员会在1906年6月26日由英国电气工程师协会（IEE）和美国电气电子工程师协会及其它相关组织共同举行了其成立会议。目前有超过130个国家参与国际电工委员会，其中67个国家是成员，另外69个国家则是非正式成员的身份加入其分支机构。国际电工委员会的总部最初位于伦敦，1948年搬到了位于瑞士日内瓦的现总部处。

## 外部連結
- IEC首頁（页面存档备份，存于）